# Koentomintar
De Koentomintar (Russisch: Кунтоминтар) is een vulkaan op het eiland Sjiasjkotan dat deel uitmaakt van de Koerilen. Het eiland behoort thans tot Rusland, maar in het verleden tot Japan. De 828 meter hoge stratovulkaan kent geen historische erupties, de laatste uitbarsting is meer dan 10.000 jaar geleden, tijdens het Pleistoceen.